# Jeff Beck Group
Die Jeff Beck Group war eine 1967 vom britischen Gitarristen Jeff Beck gegründete Rockband.

## Geschichte
Beck hatte im Jahr zuvor die Yardbirds verlassen und meldete sich nun mit seiner eigenen Band auf der Rockbühne zurück, nachdem er zunächst eine Solokarriere angestrebt hatte. Mitglieder der Jeff Beck Group waren neben Beck Rod Stewart (Gesang), Ron Wood (Bass, später Gitarrist bei den Faces und den Rolling Stones), Micky Waller (Schlagzeug) und Nicky Hopkins (Keyboards). Die Besetzung wechselte einige Male, u. a. übernahm Aynsley Dunbar das Schlagzeug von Micky Waller bei der Band.
Die Jeff Beck Group brachte zwei Alben heraus, Truth (1968) und Beck-Ola (1969). Ebenfalls 1969 produzierte die Band das Album Barabajagal mit Donovan, löste sich jedoch wenig später – noch vor dem geplanten Auftritt beim Woodstock-Festival – auf.
Im November 1969 hatte Beck einen schweren Autounfall, von dem er sich nur langsam erholte; ein Jahr später aber stellte er mit Alex Ligertwood (Gesang), Clive Chaman (Bass), Cozy Powell (Schlagzeug) und Max Middleton (Klavier) eine Neuauflage der Jeff Beck Group auf die Beine, 1971 kam Bob Tench als Sänger und Gitarrist dazu. Aus dieser Phase stammen die Alben Rough and Ready (1971) und Jeff Beck Group (1972). 1972 war auch das Jahr der Auflösung der Gruppe. Zusammen mit Tim Bogert und Carmine Appice rief Beck daraufhin die Supergroup Beck, Bogert & Appice ins Leben.
Siehe auch: Upp – die Band, die bisweilen fälschlicherweise als Jeff Beck Band bezeichnet wird.

## Diskografie

### Alben
| Jahr | Titel           | Höchstplatzierung, Gesamtwochen, AuszeichnungChartplatzierungen (Jahr, Titel, Platzierungen, Wochen, Auszeichnungen, Anmerkungen) | Höchstplatzierung, Gesamtwochen, AuszeichnungChartplatzierungen (Jahr, Titel, Platzierungen, Wochen, Auszeichnungen, Anmerkungen) | Anmerkungen                            |
| Jahr | Titel           | UK | US | Anmerkungen                            |
| ---- | --------------- | --- | --- | -------------------------------------- |
| 1968 | Truth           | — | US15 Gold · (33 Wo.)US | Erstveröffentlichung: 4. Oktober 1968  |
| 1969 | Beck-Ola        | UK39 (1 Wo.)UK | US15 Gold · (21 Wo.)US | Erstveröffentlichung: 17. Juni 1969    |
| 1971 | Rough and Ready | — | US46 (16 Wo.)US | Erstveröffentlichung: 25. Oktober 1971 |
| 1972 | Jeff Beck Group | — | US19 Gold · (26 Wo.)US | Erstveröffentlichung: 4. Mai 1972      |

### Singles
| Jahr | Titel Album                                                        | Höchstplatzierung, Gesamtwochen, AuszeichnungChartplatzierungen (Jahr, Titel, Album, Platzierungen, Wochen, Auszeichnungen, Anmerkungen) | Höchstplatzierung, Gesamtwochen, AuszeichnungChartplatzierungen (Jahr, Titel, Album, Platzierungen, Wochen, Auszeichnungen, Anmerkungen) | Anmerkungen                                                        |
| Jahr | Titel Album                                                        | AT | UK | Anmerkungen                                                        |
| ---- | ------------------------------------------------------------------ | --- | --- | ------------------------------------------------------------------ |
| 1968 | Love Is Blue (L’amour est bleu) Love Is Blue (L'amour Est Bleu)    | — | UK23 (7 Wo.)UK | Erstveröffentlichung: 16. Februar 1968 B-Seite: I’ve Been Drinking |
| 1969 | Barabajagal (Love Is Hot) Donovan and Jeff Beck Group: Barabajagal | AT17 (4 Wo.)AT | UK12 (9 Wo.)UK | Erstveröffentlichung: 11. Juli 1969 B-Seite: Trudi mit Donovan     |